# Seconda battaglia di Legé
La seconda battaglia di Legé è stata una battaglia della Prima guerra di Vandea combattuta il 6 febbraio 1794 a Legé.

## La battaglia
Il 6 febbraio, François Charette, con l'aiuto di Charles Sapinaud e di Joly attaccò la città di Legé che i repubblicani avevano incendiato. I tre condussero tre attacchi in contemporanea su tre lati e i repubblicani completamente circondati furono completamente schiacciati dall'assalto vandeano, solo una sessantina di loro su 800 erano sopravvissuti. Fu nel corso di questa battaglia Joly perse i suoi due figli, sia quello che combatteva con lui che quello che combatteva per i repubblicani.